# Panolis spreta
Panolis spreta är en fjärilsart som beskrevs av Fabricius 1787. Panolis spreta ingår i släktet Panolis och familjen nattflyn. Inga underarter finns listade i Catalogue of Life.